# Georgië op het Eurovisiesongfestival 2017
Georgië nam deel aan het Eurovisiesongfestival 2017 in Kiev, Oekraïne. Het was de 10de deelname van het land aan het Eurovisiesongfestival. GPB was verantwoordelijk voor de Georgische bijdrage voor de editie van 2017.

## Selectieprocedure
Op 3 oktober 2016 gaf GPB aan te zullen deelnemen aan de 62ste editie van het Eurovisiesongfestival. De Georgische openbare omroep opteerde voor een nationale finale om diens act voor Kiev te bepalen. Op 4 november 2016 openden de inschrijvingen. Uiteindelijk gaven slechts 28 artiesten aan te willen deelnemen, waarna GPB besloot om ze allemaal uit te nodigen voor de nationale finale. Uiteindelijk trokken drie kandidaten zich nog terug. De nationale finale vond plaats op 20 januari 2017. Een vakjury stond in voor 60% van de punten, het televotende publiek voor de overige 40%. Uiteindelijk ging Tako Gatsjetsjiladze met de zegepalm aan de haal.

## Nationale finale
20 januari 2017
| Plaats | Artiest                               | Lied                | Jury | Publiek | Totaal |
| ------ | ------------------------------------- | ------------------- | ---- | ------- | ------ |
| 1      | Tako Gatsjetsjiladze                  | Keep the faith      | 98   | 24      | 122    |
| 2      | Noetsa Boezaladze                     | White horses run    | 89   | 18      | 107    |
| 3      | Maliibu                               | We live once        | 95   | 10      | 105    |
| 4      | The Mins                              | Crime               | 83   | 22      | 105    |
| 5      | Mariam Chachkhiani                    | Fly                 | 68   | 15      | 83     |
| 6      | Mariko Lezjava                        | Light it up         | 66   | 16      | 83     |
| 7      | Giorgi Chikovani                      | Make it right       | 76   | 3       | 79     |
| 8      | Sparkle                               | On the top          | 54   | 23      | 77     |
| 9      | Nino Basharoeli                       | The song of love    | 52   | 20      | 72     |
| 10     | Andria Gvelesiani                     | Revolutionise       | 58   | 12      | 70     |
| 11     | Oto Nemsadze & Group Limbo            | Dear God            | 45   | 25      | 70     |
| 12     | Trio Mandili                          | Me da shen          | 60   | 5       | 65     |
| 13     | Misja Soeloekhia                      | Magic               | 49   | 14      | 63     |
| 14     | Dima Kobeshavidze                     | Scream              | 53   | 2       | 55     |
| 15     | Elene Mikiasjvili                     | Fighter             | 44   | 11      | 55     |
| 16     | Temo Sajaia                           | All the time        | 48   | 6       | 54     |
| 17     | Alisa Danelia                         | We are eternity     | 47   | 1       | 48     |
| 18     | Brandon Stone & Eteri Beriasjvili     | Heyo song           | 43   | 4       | 47     |
| 19     | Sabina Chantoeria                     | Stranger            | 39   | 8       | 47     |
| 20     | Asea Sool                             | Nature              | 25   | 21      | 46     |
| 21     | Rati Doerglisjvili                    | Why                 | 32   | 13      | 45     |
| 22     | Davit Sjanidze                        | Mtveris katsi       | 17   | 19      | 36     |
| 23     | Tornike Kipiani & Giorgi Bolotasjvili | You are my sunshine | 26   | 9       | 35     |
| 24     | Nanoeka Giorgobiani                   | Let the sunshine in | 17   | 17      | 34     |
| 25     | EOS                                   | Urban signs         | 16   | 7       | 23     |

## In Kiev
Georgië trad aan in de eerste halve finale, op dinsdag 9 mei 2017. Georgië eindigde op de elfde plek en wist zich niet te plaatsen voor de finale.
2007 · 2008 · 2009 · 2010 · 2011 · 2012 · 2013 · 2014 · 2015 · 2016 · 2017 · 2018 · 2019 · 2020 · 2021 · 2022 · 2023 · 2024 · 2025
Albanië · Armenië · Australië · Azerbeidzjan · België · Bulgarije · Cyprus · Denemarken · Duitsland · Estland · Finland · Frankrijk · Georgië · Griekenland · Hongarije · Ierland · IJsland · Israël · Italië · Kroatië · Letland · Litouwen · Macedonië · Malta · Moldavië · Montenegro · Nederland · Noorwegen · Oekraïne · Oostenrijk · Polen · Portugal · Roemenië · San Marino · Servië · Slovenië · Spanje · Tsjechië · Verenigd Koninkrijk · Wit-Rusland · Zweden · Zwitserland